# Hofmark Törring-Tengling

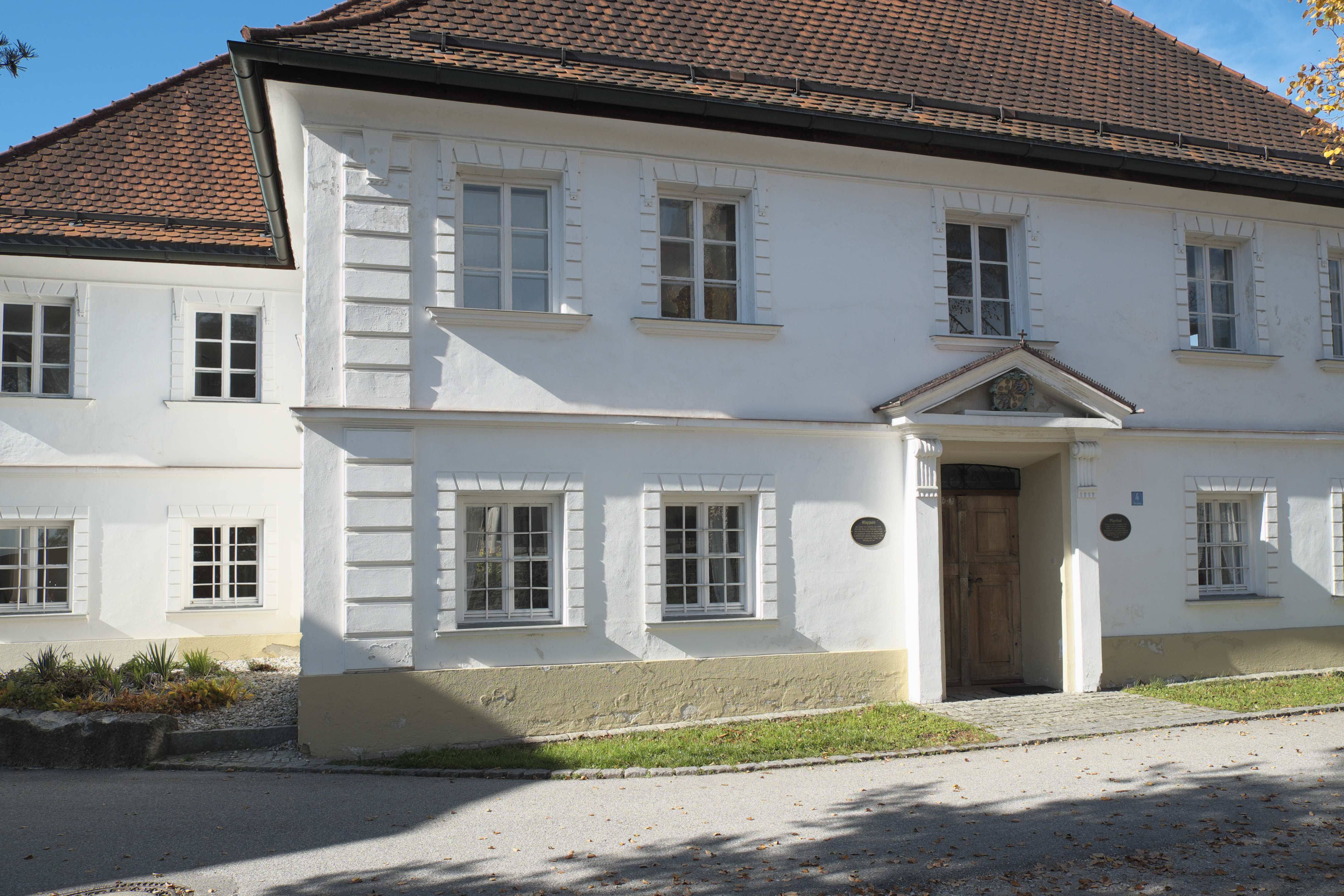
Ehemaliges Amtshaus in Tengling

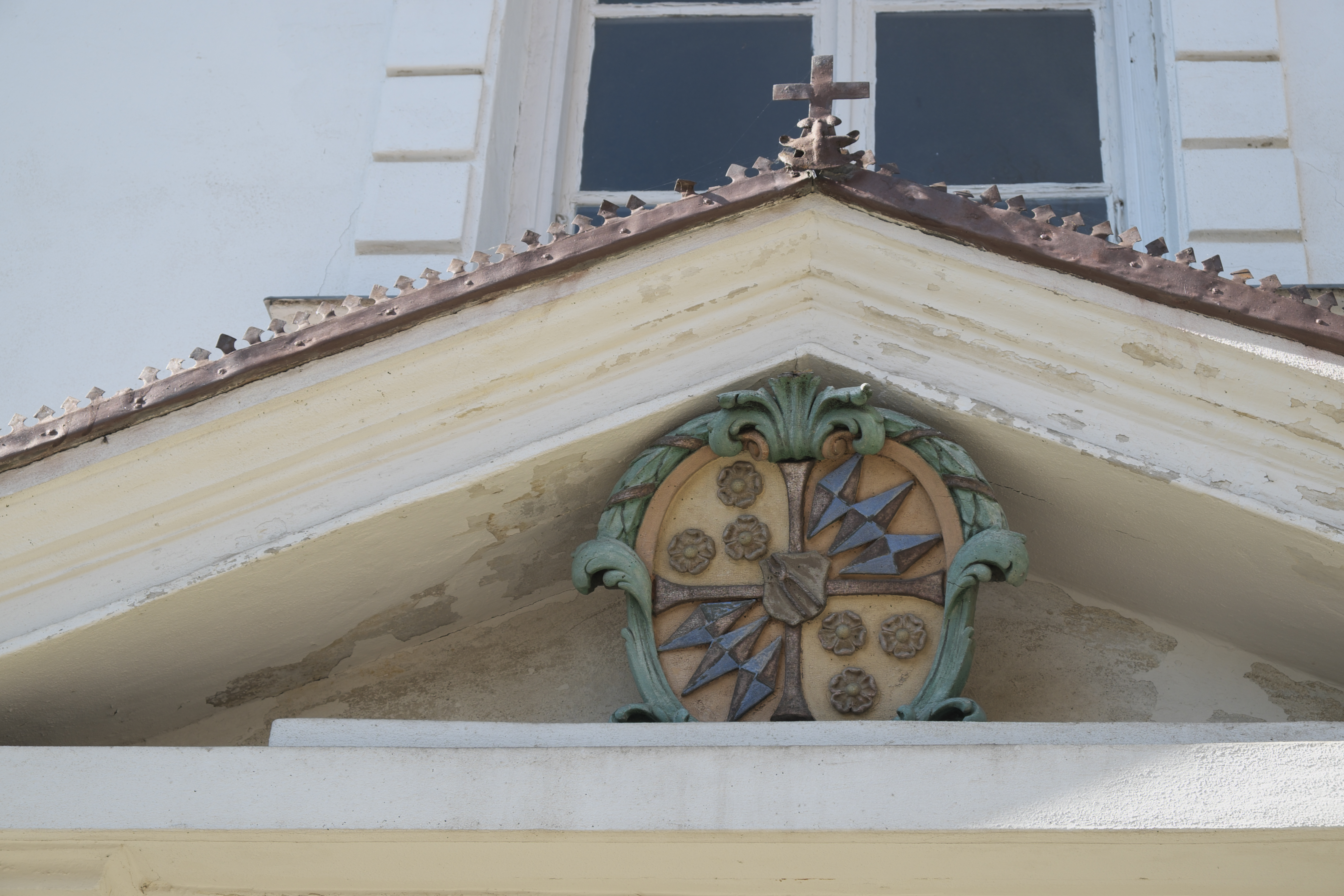
Wappen der Herren von Törring

Die Hofmark Törring-Tengling war eine Hofmark mit Sitz in Tengling, heute ein Gemeindeteil von Taching am See im oberbayerischen Landkreis Traunstein.
Im Jahr 1328 wurde den Herren von Törring vom Bischof von Salzburg die Hofmark Törring-Tengling verliehen. Sie war die älteste weltliche Hofmark im Salzburger Land. 
In der Turmgasse 4 steht das ehemalige Amtshaus, das in der zweiten Hälfte des 18. Jahrhunderts sein heutiges Aussehen erhielt.